# 마쓰시타 준토
마쓰시타 준토(일본어: 松下 純土, 1991년 5월 3일 ~ )는 일본의 전 축구 선수이다.

## 구단 경력
과거 마쓰모토 야마가 FC, FC 마치다 젤비아에서 활동하였다.